# Lorenzo Ebecilio
Lorenzo Ebecilio (Hoorn, Noord-Holland, Países Bajos, 24 de septiembre de 1991) es un exfutbolista neerlandés que jugaba como centrocampista.

## Trayectoria
Después de realizar su carrera juvenil en varios clubes (VV de Blokkers, HVV Hollandia y AZ Alkmaar), y después de tener problemas cardíacos, el Ajax lo ficha para jugar en sus filiales.

### Ajax
En la temporada 2010/11 hace su debut con el primer equipo con el que juega un total de 38 partidos partidos y marca 9 goles en 3 temporadas. Con el equipo neerlandés gana la liga de 2010-11 y 2011-12.

### Metalurg Donetsk
En la temporada 2012-13 Lorenzo Ebecilio empieza a jugar mucho menos por lo que el director deportivo del Ajax decide traspasarlo en el mercado de invierno al equipo ucraniano del FK Metalurg Donetsk, donde tras 6 meses es cedido al FK Qäbälä de la Liga Premier de Azerbaiyán.
En la temporada 2014-15 es nuevamente cedido al FC Mordovia Saransk, de la Liga Premier de Rusia, en el que se encuentra con su antiguo entrenador, Yuri Semin  y un compañero, Ibrahima Niasse del FK Qäbälä.

### FK Anzhí Majachkalá
En la temporada 2015-16 firma un contrato con el equipo de la Liga Premier de Rusia.

### APOEL FC
En enero de 2017, el volante ofensivo que en la primera parte de la temporada fue jugador del Anzhi, se convierte en refuerzo del APOEL.

### Estrella Roja
Para la temporada 2018-19 fichó por el Estrella Roja de Belgrado.

## Palmarés

### Títulos nacionales
| Título                     | Club                      | País         | Año     |
| -------------------------- | ------------------------- | ------------ | ------- |
| Eredivisie                 | Ajax de Ámsterdam         | Países Bajos | 2010-11 |
| Eredivisie                 | Ajax de Ámsterdam         | Países Bajos | 2011-12 |
| Primera División de Chipre | APOEL de Nicosia          | Chipre       | 2016-17 |
| Primera División de Chipre | APOEL de Nicosia          | Chipre       | 2017-18 |
| Superliga de Serbia        | Estrella Roja de Belgrado | Serbia       | 2018-19 |